# Max Hansen (tenore)
Max Hansen (Mannheim, 22 dicembre 1897 – Copenaghen, 12 novembre 1961) è stato un tenore, attore e cabarettista danese.

## Biografia
Nato Max Josef Haller, a Mannheim, Hansen era figlio illegittimo dell'attrice danese Eva Haller e di padre ebreo o, secondo altre fonti, di un ufficiale svedese. Cresciuto a Monaco presso una famiglia adottiva, ha fatto la sua prima apparizione sul palco al Cabaret Simplizissimus a 17 anni. Nel 1914 si è trasferito a Vienna, lavorando come attore e cantante in diversi piccoli teatri.

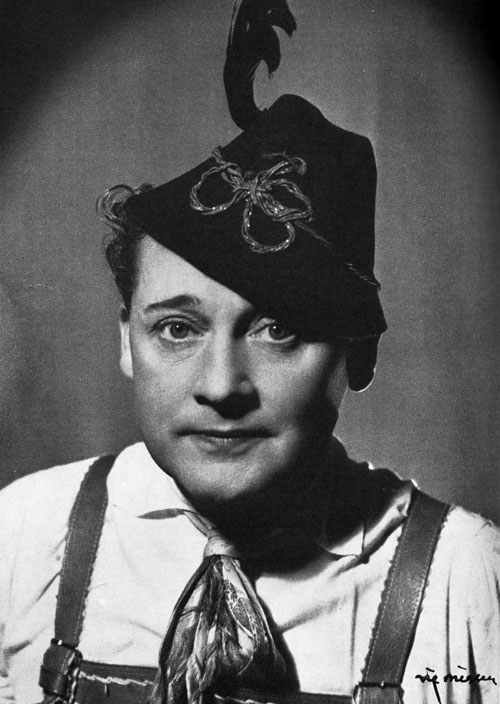
Nei panni di Leopold (1935)

Nel 1924, Hansen creò il personaggio del barone Kolomán Zsupán in Gräfin Mariza, rappresentato al Theater an der Wien in Vienna. Dopo 900 esecuzioni, la produzione è stata trasferita al Metropoltheater di Berlino. A Berlino ha fondato il Kabarett der Komiker, con Paul Morgan e Kurt Robitschek. È stato ingaggiato da Max Reinhardt per un revival de La belle Hélène di Offenbach e da Erik Charell per una produzione de La vedova allegra di Lehar. Tra i suoi più grandi successi, vi fu il personaggio di Leopold il cameriere, nell'operetta Al cavallino bianco di Ralph Benatzky, ripresa anche nello stesso film muto di Richard Oswald del 1926.
Nel 1932, Hansen presentò una caricatura omosessuale di Adolf Hitler nella sua canzone War'n Sie schon mal in mich verliebt? ("Sei mai stato innamorato di me?"), che gli procurò grande odio da parte dei nazisti. Nello stesso anno impersonò anche una parodia di Gitta Alpár. Tornato a Vienna nel 1933, lavorò nuovamente presso il Theater an der Wien. Nel 1936 conobbe Zarah Leander durante un tour in Scandinavia, ingaggiandola come partner per i suoi spettacoli a Vienna. Nel 1938, a seguito dell'Anschluß, Hansen si trasferì in Danimarca, fondando un proprio teatro a Copenaghen. Richard Tauber scrisse per lui l'operetta Franz im Glückpensata per essere rappresentata al Theater an der Wien nella stagione 1938/39, ma saltata a causa dell'invasione tedesca
Nel 1951 è tornato in Germania, ricoprendo ancora il ruolo di Leopold il cameriere ad Amburgo e a Berlino, presso il Theater am Nollendorfplatz. Nel 1953 tornò a Copenaghen, dove morì nel 1961.
Hansen è stato sposato con l'attrice austriaca Lizzi Waldmüller e, dal 1939, con Britta Hansen, ed ebbe quattro figli, dei quali due intrapresero la carriera di attori.
Nel 2004 è stato oggetto del documentario "War'n Sie schon mal in mich verliebt?", di Douglas Wolfsperger.

## Registrazioni selezionate
- Kabarett der Weimarer Republik: Max Hansen – "War'n Sie schon mal in mich verliebt?" (Cabaret of the Weimar Republic) [Recorded 1927-1934], Jube Pops
- Gold Masters: Max Hansen, Vol. 2, Gold Masters
- Hit Wonder: Max Hansen, Vol. 1 & 2, Hit Wonder
- TætPå, Vol. 2 - Max Hansen, SlapStick
- Max Hansen, Vol. 1 (1932-1955) - Ancha
- Ach, Luise, Max Hansen - Duo-phon
- Silvester 1932 - Curt Bois/Marlene Dietrich/Kurt Gerron/Max Hansen/Richard Tauber/Lizzy Waldmüller, Preiser
- White Horse Inn, Kitty Carlisle/Siegfried Arno - Sepia
- Benatzky: Axel an der Himmelstür (Wien 1958) - Kleines Wiener Rundfunkorchester/Heinz Sandauer, Archipel
- Offenbach: Orphée aux enfers (Hamburg 1958) - Chor Und Sinfonieorchester Des NDR/Paul Burkhard/Anneliese Rothenberger, Archipel/The Art Of Singing

## Filmografia
- Husarenfieber , regia di Georg Jacoby (1925)
- Familie Schimeck - Wiener Herzen, regia di Alfred Halm, Rudolf Dworsky (1926)
- Im weißen Rößl
- Die Kleine vom Varieté, regia di Hanns Schwarz (1926)
- Der lachende Ehemann, regia di Rudolf Walther-Fein, Rudolf Dworsky (1926)
- Als ich wiederkam, regia di Richard Oswald (1926)
- Venus im Frack, regia di Robert Land (1927)
- Die selige Exzellenz, regia di Adolf E. Licho, Wilhelm Thiele (1927)
- Frau Sorge, regia di Robert Land (1928)
- Freiwild
- Das Girl von der Revue, regia di Richard Eichberg (1928)
- I saltimbanchi (Les saltimbanques), regia di Robert Land, Lucien Jaquelux (1930)
- Wien, du Stadt der Lieder, regia di Richard Oswald (1930)
- Das Kabinett des Dr. Larifari, regia di Robert Wohlmuth (1930)
- Terra Melophon Magazin Nr. 1, regia di Rudolf Biebrach (1930)
- Der Hampelmann, regia di E.W. Emo (1930)
- Schuberts Frühlingstraum, regia di Richard Oswald (1931)
- Wer nimmt die Liebe ernst...?, regia di Erich Engel (1931)
- Der Frauendiplomat, regia di E.W. Emo (1932)
- Einmal möcht' ich keine Sorgen haben , regia di Max Nosseck (1932)
- Die - oder keine , regia di Carl Froelich (1932)
- Das häßliche Mädchen , regia di Hermann Kosterlitz (Henry Koster) (1933)
- Glückliche Reise, regia di Alfred Abel (1933)
- Csardas, regia di Jacob Fleck, Luise Fleck e Walter Kolm-Veltée (1935)
- Skeppsbrutne Max , regia di Sigurd Wallén (1936)
- Rosor varje kväll, regia di Per-Axel Branner (1939)
- Tror du jeg er født i Gaar! , regia di Lau Lauritzen, Alice O'Fredericks (1941)
- Wienerbarnet
- En flicka för mej, regia di Börje Larsson (1943)
- Gröna hissen , regia di Börje Larsson (1944)
- En förtjusande fröken , regia di Börje Larsson (1945)
- Trötte Teodor
- Bröder emellan, regia di Börje Larsson (1946)
- Bröllopsnatten, regia di Bodil Ipsen (1947)
- Sköna Helena, regia di Gustaf Edgren (1951)
- Hvad vil De ha'?, regia di Jens Henriksen), (Preben Neergaard (1956)